# HMS Empress (D42)
HMS Empress (D42), nguyên là tàu sân bay hộ tống USS Carnegie (CVE-38) (ký hiệu lườn ban đầu AVG-38 và sau đó là ACV-38) của Hải quân Hoa Kỳ thuộc lớp Bogue, được chuyển cho Hải quân Hoàng gia Anh Quốc và đã hoạt động trong Chiến tranh Thế giới thứ hai.
Carnegie được đặt lườn vào ngày 9 tháng 9 năm 1942 tại xưởng đóng tàu của hãng Seattle-Tacoma Shipbuilding, được xếp lại lớp với ký hiệu ACV-38 vào ngày 20 tháng 8 năm 1942, và được hạ thủy vào ngày 30 tháng 12 năm 1942. Nó được xếp lại lớp một lần nữa với ký hiệu mới CVE-38 vào ngày 15 tháng 7 năm 1943. Carnegie được đưa ra hoạt động ngày 9 tháng 8 năm 1943, chỉ ba ngày trước khi được chuyển cho Anh Quốc theo chương trình Cho thuê-cho mượn, được đổi tên thành HMS Empress (D42), và đã phục vụ trong chiến tranh như một chiếc thuộc lớp Ameer.

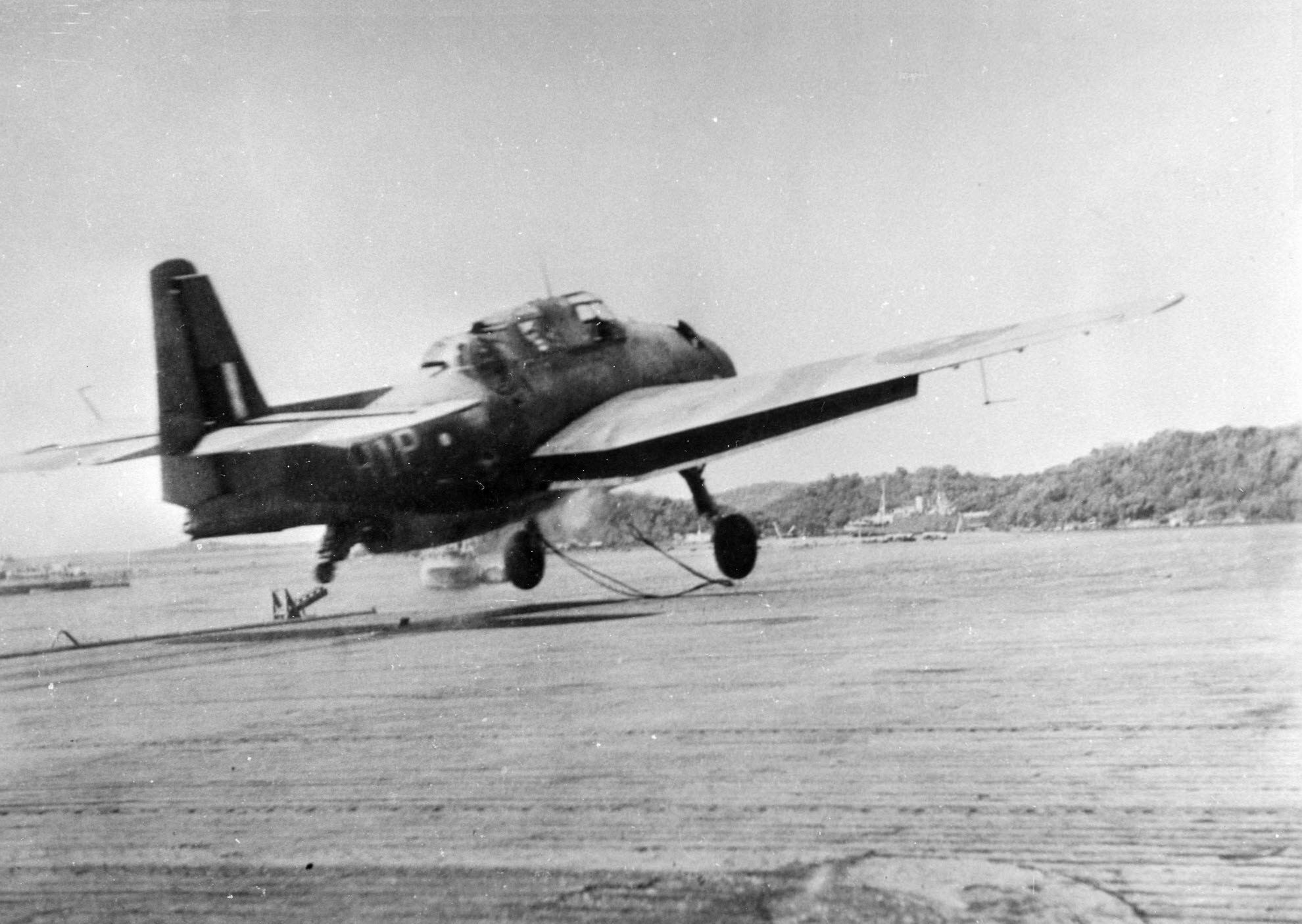
Một chiếc Avenger thuộc Phi đội 845 Không lực Hải quân Hoàng gia cất cánh từ HMS Empress ngoài khơi Trincomalee.

Empress đã hoạt động tại cả Thái Bình Dương và Ấn Độ Dương. Vào tháng 9 năm 1945, Empress tham gia Chiến dịch Tiderace, cuộc tái chiếm Singapore từ tay người Nhật. Sau chiến tranh, nó được hoàn trả cho Hoa Kỳ vào ngày 28 tháng 1 năm 1946, được cho rút khỏi danh sách Đăng bạ Hải quân ngày 28 tháng 3 năm 1946, rồi được bán để tháo dỡ vào ngày 21 tháng 6 năm 1946.